# Xian de Mouding
Le xian de Mouding (牟定县 ; pinyin : Móudìng Xiàn) est un district administratif de la province du Yunnan en Chine. Il est placé sous la juridiction de la préfecture autonome yi de Chuxiong.

## Démographie
La population du district était de 197 534 habitants en 1999.